# Anàleg d'àcid nucleic

ARN amb les seves bases nucleiques a l'esquerra i ADN a la dreta.

Els anàlegs d'àcids nucleics (en anglès Nucleic acid analogues) són polímers sintètics, creats en laboratori, similars estructuralment (anàlegs) als àcids nucleics ARN i ADN que es presenten a la natura. Es fan servir en la recerca científica en medicina i la biologia molecular.
Els àcids nucleics artificials inclouen l'Àcid peptonucleic, APN, (peptide nucleic acid,PNA), morfolí (morpholino) i ARN inaccessible (locked nucleic acid LNA), com també Àcid gliconucleic, (glycol nucleic acid GNA) i àcid treonucleic, ATN, (threose nucleic acid TNA). Cadascun d'aquests es distingeix dels ADN i ARN de la natura per canvis en l'esquelet de la molècula.

## Medicina
Diversos anàlegs a nucleòsids es fan servir com agents antivirals o anticàncer. Aquests compostos s'activen en les cèl·lules essent convertits en nucleòtids.

## Biologia molecular

Canvis comuns en anàlegs de nucleòtids

Els anàlegs d'àcids nucleics es fan servir per:
- Com eina per la detecció de seqüències de partícules
- Eina per comparar la resistència a la hidròlisi d'ARN
- Eina per seqüenciació de l'ADN
- tRNA
- Investigació en inhibidor d'enzims
- Investigació en escenaris possibles de l'origen de la vida
- Investigació de les característiques estructurals dels àcids nucleics
- Investigació en biologia sintètica

## AXN
Un d'aquests anàlegs d'àcids nucleics, l'AXN, sintetitzat l'any 2012 per un equip científic de la Universitat de la Colúmbia Britànica al Canadà, es considera una alternativa sintètica a l'ADN. Fins al moment de la síntesi d'aquest tipus d'AXN es creia que les úniques molècules capaces de contenir i transferir informació biològica eren l'ADN i l'ARN. Aquests científics del Canadà van sintetitzar sis polímers que també compleixen amb les lleis de l'herència i, un d'ells, amb l'evolució darwiniana. Segons els seus autors, aquest descobriment pot tenir grans repercussions per a la biotecnologia, la medicina i l'exobiologia i impliquen que hi pot haver altres maneres d'emmagatzemar informació genètica que les que coneixem.
Aquest descobriment es va publicar a la revista Science del mes d'abril de 2012. Va ser portat a terme en la Universitat British Columbia del Canadà per un equip dirigit per Vitor Pinheiro.
L'ADN consta d'una sèrie de nucleòtids connectats entre ells. Cadascun està format per un sucre (la desoxirribosa), una base nitrogenada (adenina, guanina, citosina o timina) i un grup fosfat. Aquestes quatre bases s'ordenen en forma de cadena i codifiquen la informació genètica de tots els éssers vius coneguts. L'alternativa sintetitzada està composta per nucleòtids en els quals el sucre desoxiribosa ha estat reemplaçat per sis tipus de sucres diferents, donant lloc a sis molècules d'AXN diferents.
L'AXN és capaç de replicar la informació que contés, atès que pot unir-se de manera complementària a l'ADN i l'ARN i també pot sintetitzar-se a partir d'aquestes cadenes. A més, una de les noves molècules d'AXN, anomenada AHN, es comporta com l'ADN quan es troba en condicions canviants i pot evolucionar cap altres formes que s'enllacen més específicament amb un objectiu en particular.